# Popis medija Resident Evil
Resident Evil (Biohazard u Japanu) japanska je multimedijska horor franšiza u vlasništvu tvrtke za videoigre Capcom. Franšiza je stvorena 1996. godine s Resident Evil-om, videoigrom o horor preživljavanju koju je Capcom razvio i objavio za PlayStation konzolu. Kritični i komercijalni uspjeh igre natjerao je Capcom da nastavi razvijati seriju. Zbog šireg uspjeha Resident Evil-a, Capcom je licencirao više medija temeljenih na franšizi, uključujući akcijske i animirane filmove uživo, romane i stripove. 

## Videoigre

### Glavna serija

#### Originalna
| Naziv | Detalji |
| --- | --- |
| Resident Evil Originalni datumi izlaska: JP: 22. ožujka 1996. NA: 30. ožujka 1996. PAL: 1. kolovoza 1996.                             | Godine izdavanja po sustavu: 1996. - PlayStation 1996. - Microsoft Windows 1997. - PlayStation (Director's Cut) 1997. - Sega Saturn 1998. - PlayStation (Director's Cut Dual Shock Ver.) 2006. - Nintendo DS (Resident Evil: Deadly Silence) 2008. - PlayStation 3, PlayStation Portable, i PlayStation Vita (Director's Cut)                                |
| Resident Evil 2 Originalni datumi izlaska: NA: 21. siječnja 1998 JP: 29. siječnja 1998. PAL: 29. travnja 1998.                        | Godine izdavanja po sustavu: 1998. - PlayStation 1998. - PlayStation (Dual Shock ver.) 1998. - Game.com 1998. - Microsoft Windows 1999. - Nintendo 64 1999. - Dreamcast 2003. - GameCube 2009. - PlayStation 3, PlayStation Portable, i PlayStation Vita (Dual Shock Ver.)                                                                                   |
| Resident Evil 3: Nemesis Originalni datumi izlaska: JP: 22. rujna 1999. NA: 11. studenog 1999. EU: 21. veljače 2000.                  | Godine izdavanja po sustavu: 1999. - PlayStation 2000. - Microsoft Windows 2000. - Dreamcast 2003. - GameCube 2009. - PlayStation 3, PlayStation Portable, and PlayStation Vita |
| Resident Evil - Code: Veronica Originalni datumi izlaska: JP: 3. veljače 2000. NA: 29. veljače 2000. EU: 26. svibnja 2000.            | Godine izdavanja po sustavu: 2000. - Dreamcast 2001. - PlayStation 2 2003. - GameCube 2011. - PlayStation 3 & Xbox 360 2017. - PlayStation 4 |
| Resident Evil Zero Originalni datumi izlaska: NA: 12. studenog 2002. JP: 21. studenog 2002. AU: 28. veljače 2003. EU: 7. ožujka 2003. | Godine izdavanja po sustavu: 2002. - GameCube 2008. - Nintendo Wii 2016. - PlayStation 3, PlayStation 4, Xbox 360, Xbox One, & Microsoft Windows 2019. - Nintendo Switch |
| Resident Evil 4 Originalni datumi izlaska: NA: 11. siječnja 2005. JP: 27. siječnja 2005. PAL: 18. ožujka 2005.                        | Godine izdavanja po sustavu: 2005. - GameCube 2005. - PlayStation 2 2007. - Microsoft Windows 2007. - Nintendo Wii 2008. - Zeebo 2009. - iOS 2011. - PlayStation 3 & Xbox 360 2013. - Android 2014. - Microsoft Windows (Ultimate HD Edition) 2015. - Wii U (Wii Edition) 2016. - PlayStation 4 & Xbox One 2019. - Nintendo Switch 2021. - Oculus Quest 2 VR |
| Resident Evil 5 Originalni datumi izlaska: JP: 5. ožujka 2009. AU: 12. ožujka 2009. NA: 13. ožujka 2009. EU: 13. ožujka 2009.         | Godine izdavanja po sustavu: 2009. - PlayStation 3, Xbox 360, & Microsoft Windows 2010. - PlayStation & Xbox 360 (Gold Edition) 2015. - Microsoft Windows (Gold Edition) 2016. - PlayStation 4, Xbox One, & Shield Android TV 2019. - Nintendo Switch |
| Resident Evil 6 Originalni datumi izlaska: WW: 2. listopada 2012. JP: 4. listopada 2012.                                              | Godine izdavanja po sustavu: 2012. - PlayStation 3 & Xbox 360 2013. - Microsoft Windows 2016. - PlayStation 4 & Xbox One 2019. - Nintendo Switch |
| Resident Evil 7: Biohazard Originalni datumi izlaska: WW: 24. siječnja 2017. JP: 26. siječnja 2017.                                   | Godine izdavanja po sustavu: 2017. - PlayStation 4, Xbox One & Microsoft Windows 2018. - Nintendo Switch (Japan) |
| Resident Evil Village Originalni datumi izlaska: WW: 7. svibnja 2021.                                                                 | Godine izdavanja po sustavu: 2021. - PlayStation 5, PlayStation 4, Xbox Series X/S, Xbox One, Microsoft Windows |

#### Remakes
| Naziv                                                                                                   | Detalji |
| --- | --- |
| Resident Evil Originalni datumi izlaska: JP: 22. ožujka 2002. NA: 30. travnja 2002. EU: 13. rujna 2002. | Godine izdavanja po sustavu: 2002. - GameCube 2008. - Wii 2014. - PlayStation 3, Xbox 360 2015. - PlayStation 4, Xbox One, Microsoft Windows 2019. - Nintendo Switch |
| Resident Evil 2 (videoigra 2019.) Originalni datumi izlaska: 25. siječnja 2019.                         | Godine izdavanja po sustavu: 2019. - PlayStation 4, Windows, Xbox One                                                                                                |
| Resident Evil 3 (videoigra 2020.) Originalni datumi izlaska: 3. travnja 2020.                           | Godine izdavanja po sustavu: 2020. – 2020 - PlayStation 4, Windows, Xbox One                                                                                         |

## Filmovi i televizija

### Serija akcijskih filmova
| Naziv                                    | Datum izlaska | Režiser             | Producenti                                                                                   | Pisac               |
| ---------------------------------------- | ------------- | ------------------- | -------------------------------------------------------------------------------------------- | ------------------- |
| Resident Evil                            | 2002.         | Paul W. S. Anderson | Paul W. S. Anderson, Bernd Eichinger, Jeremy Bolt, Samuel Hadida                             | Paul W. S. Anderson |
| Resident Evil: Apokalipsa                | 2004.         | Alexander Witt      | Paul W. S. Anderson, Jeremy Bolt, Don Carmody                                                | Paul W. S. Anderson |
| Resident Evil: Istrebljenje              | 2007.         | Russell Mulcahy     | Paul W. S. Anderson, Jeremy Bolt, Robert Kulzer, Bernd Eichinger, Samuel Hadida              | Paul W. S. Anderson |
| Resident Evil: Drugi svijet              | 2010.         | Paul W. S. Anderson | Paul W. S. Anderson, Jeremy Bolt, Robert Kulzer, Don Carmody, Bernd Eichinger, Samuel Hadida | Paul W. S. Anderson |
| Resident Evil: Osveta                    | 2012.         | Paul W. S. Anderson | Paul W. S. Anderson, Jeremy Bolt, Samuel Hadida, Don Carmody, Robert Kulzer                  | Paul W. S. Anderson |
| Resident Evil: Konačno poglavlje         | 2016.         | Paul W. S. Anderson | Paul W. S. Anderson, Jeremy Bolt, Robert Kulzer, Samuel Hadida                               | Paul W. S. Anderson |
| Resident Evil: Dobrodošli u Raccoon City | 2021.         | Johannes Roberts    | James Harris, Hartley Gorenstein, Robert Kulzer                                              | Johannes Roberts    |

### Animirani filmovi
| Naziv                       | Datum izlaska | Režiser            | Producenti                                              | Pisac           |
| --------------------------- | ------------- | ------------------ | ------------------------------------------------------- | --------------- |
| Biohazard 4D-Executer       | 2000.         | Koichi Ohata       | Kenji Yoshida, Naoki Miyachi                            | Daisuke Okamoto |
| Resident Evil: Degeneration | 2008.         | Makoto Kamiya      | Hiroyuki Kobayashi                                      | Shotaro Suga    |
| Resident Evil: Damnation    | 2012.         | Makoto Kamiya      | Hiroyuki Kobayashi                                      | Shotaro Suga    |
| Resident Evil: Vendetta     | 2017.         | Takanori Tsujimoto | Hiroyuki Kobayashi, Hiroyasu Shinohara, Takashi Shimizu | Makoto Fukami   |

### TV serije
| Naziv                             | Datum izlaska | Studio            |
| --------------------------------- | ------------- | ----------------- |
| Resident Evil                     | uskoro        | Constantin Film   |
| RResident Evil: Infinite Darkness | srpanj 2021.  | TMS Entertainment |

## Novele

### Napisao S. D. Perry
- Resident Evil: The Umbrella Conspiracy (1998.)
- Resident Evil: Caliban Cove (1998.)
- Resident Evil: City of the Dead (1999.)
- Resident Evil: Underworld (1999.)
- Resident Evil: Nemesis (2000.)
- Resident Evil: Code Veronica (2003.)
- Resident Evil: Zero Hour (200.)

### Novelizacije akcijskih filmova
| Naziv                            | Datum izlaska | Autor           |
| -------------------------------- | ------------- | --------------- |
| BIOHAZARD                        | 2002          | Osamu Makino    |
| Resident Evil: Genesis           | 2004          | Keith DeCandido |
| Resident Evil: Apocalypse        | 2004          | Keith DeCandido |
| Resident Evil: Extinction        | 2007          | Keith DeCandido |
| Resident Evil: Retribution       | 2012          | John Shirley    |
| Resident Evil: The Final Chapter | 2017          | Tim Waggoner    |

### Other novels
| Naziv                                    | Datum izlaska | Author         |
| ---------------------------------------- | ------------- | -------------- |
| Resident Evil: The Book                  | 1997          | Hiroyuki Ariga |
| BIO HAZARD The Wicked North Sea          | 1998          | Kyū Asakura    |
| Biohazard: to the Liberty                | 2002          | Suiren Kimura  |
| Biohazard: Rose Blank                    | 2002          | Tadashi Aizawa |
| Biohazard The Umbrella Chronicles SIDE A | 2007          | Osamu Makino   |
| Biohazard The Umbrella Chronicles SIDE B | 2008          | Osamu Makino   |
| biohazard DAMNATION                      | 2012          | Osamu Makino   |
| BIOHAZARD VENDETTA                       | 2017          | Osamu Makino   |

## Stripovi
| Naziv                                              | Datum izlaska | Izdavač       | Broj izdanja ili svezaka |
| -------------------------------------------------- | ------------- | ------------- | ------------------------ |
| Resident Evil                                      | 1996          | Marvel Comics | 1                        |
| Resident Evil: The Official Comic Magazine         | 1998 - 2001   | Image Comics  | 5                        |
| Resident Evil: Fire and Ice                        | 2000 - 2001   | Wildstorm     | 4                        |
| Resident Evil - Code: Veronica                     | 2002          | Wildstorm     | 4                        |
| BIOHAZARD UMBRELLA CHRONICLES: Prelude to the Fall | 2007          | Akita Shoten  | 2 Chapters               |
| Resident Evil                                      | 2009 - 2011   | Wildstorm     | 6                        |
| Resident Evil: The Marhawa Desire                  | 2014 - 2015   | Viz Media     | 5                        |
| Biohazard: Heavenly Island                         | 2015 - 2017   | Akita Shoten  | 5                        |
| Resident Evil: Infinite Darkness                   | 2021          | Tokyopop      | TBA                      |